# Марио Симаро
Марио Антонио Симаро Пас (на испански: Mario Cimarro) e кубински актьор, известен с участията си в теленовелите Узурпаторката, Дивата котка, Трима братя, три сестри и Втори шанс.

## Биография
Марио Симаро е роден в Куба през 1971 г. в семейството на Антонио Луис Симаро и Мария Каридад Пас, които имат и дъщеря – Мария Антония.
През 1994 г. Симаро взима всичките си спестявания и успява да емигрира в Мексико, за да стане актьор. Там учи актьорско майсторство. Присъединява се към компания Телевиса, където участва в теленовелите Добри хора, режисирана от Франсиско Франко и продуцирана от Луси Ороско, и Узурпаторката, режисирана от Беатрис Шеридан и продуцирана от Салвадор Мехия, втората е световноизвестна теленовела, в която Марио играе ролята на Лусиано Алкантара, любовника на Паола Брачо, която роля е изиграна от Габриела Спаник.
През 1998 г. участва в теленовелата Жената на моя живот, където си партнира с венесуелската актриса Наталия Страйгнард. По време на снимките двамата започват връзка и през 1999 г. се женят, а бракът им продължава до 2006 г., когато се развеждат.
Няколко месеца по-късно, младото семейство се връща в Мексико, където Марио участва в теленовелата Къщата на плажа, режисирана от Енрике Гомес Вадийо и Моника Мигел. През 2000 г. Марио заминава за Аржентина, за да участва заедно с Диего Рамос в теленовелата Amor latino.
През 2002 г. Симаро пристига в Маями, за да участва в теленовелата Дивата котка, в която играе ролята на Луис Мария Арисменди, млад милионер, който след загубата на съпругата си се влюбва в бедно и непокорно момиче. Година по-късно се присъединява към компания Телемундо, за да участва в теленовелата Трима братя, три сестри, изпълнявайки ролята на Хуан Рейес, силен и борбен мъж, влюбен в най-голямата сестра на семейство Елисондо - Норма, която роля е изиграна от Дана Гарсия.
През 2009 г. Телевиса наема Симаро, за да вземе участие в теленовелата Море от любов, режисирана от Ерик Моралес и продуцирана от Натали Лартио, но заради вътрешни конфликти Симаро е уволнен от Лартио 40 сцени преди финала на проекта.

## Филмография

### Теленовели
- 2016: Върни се рано (Vuelve temprano) – Антонио Авелика
- 2011: Наследниците дел Монте (2011) (Los herederos Del Monte) – Хуан дел Монте
- 2010: Море от любов (Mar de Amor) – Виктор Мануел
- 2008: Предателство (La traición) – Уго де Медина/Алсидес де Медина
- 2008: Съдбовни решения (Decisiones)
- 2005: Втори шанс (El cuerpo del deseo) – Салвадор Серинса
- 2003: Трима братя, три сестри (Pasion de gavilanes) – Хуан Рейес
- 2002: Дивата котка (Gata salvaje) – Луис Марио Арисменди
- 2001: Не любов, а лудост (Mas que amor frenesi) – Сантяго Гереро
- 2000: На крилете на любовта (Amor latino) – Игнасио „Начо“ Домек
- 2000: Къщата на плажа (La casa en la playa) – Робрето Виляреал
- 1998: Жената на моя живот (La mujer de mi vida) – Антонио Адолфо
- 1998: Узурпаторката (La usurpadora) – Лусиано Алкантара
- 1997: Добри хора (Gente bien) – Херардо Фелипе
- 1996: Чужди чувства (Sentimientos ajenos) – Рамиро
- 1995: Акапулко, тяло и душа (Acapulco, cuerpo y alma)

### Филми
- 2012: Mediterranean Blue – Андрес
- 2012: The Black Russian – Доминик
- 2007: Puras Joyitas
- 2007: Rockaway – Хуху
- 1997: Манагуа (Managua) – Чико
- 1997: Кубинска връзка {The Cuban Connection) – Pablo
- 1996: Ромео и Жулиета (Romeo + Juliet) – Капулет Боунсер

## Дискография
- 2008: Tu deseo